# Bahnstrecke Dedham–Willimantic
| Streckenlänge: | 121,0 km                                              |                                                   |                                                   |
| Spurweite: | 1435 mm (Normalspur)                                  |                                                   |                                                   |
| Zweigleisigkeit: | Islington–Norwood Central, früher: Islington–Franklin |                                                   |                                                   |
| |                                                       |                                                   |                                                   |
| Gesellschaft: | MBTA, CSXT                                            |                                                   |                                                   |
| \| \| \| von Forest Hills und Readville \| \| \| \| 0,0 \| Dedham MA \| Dedham MA \| \| \| \| nach Dedham Junction \| \| \| \| \| von Boston \| \| \| \| 3,0 \| Islington MA (früher West Dedham) \| Islington MA (früher West Dedham) \| \| \| \| Straßenbahn der BSS (Washington Street) \| \| \| \| 4,0 \| Ellis MA \| Ellis MA \| \| \| \| Straßenbahn der BSS (Washington Street) \| \| \| \| 6,1 \| Norwood MA (früher South Dedham) \| Norwood MA (früher South Dedham) \| \| \| \| Straßenbahn der NCS (Railroad Avenue) \| \| \| \| 6,9 \| Norwood Central MA (früher Dedham Middle) \| Norwood Central MA (früher Dedham Middle) \| \| \| \| nach Adamsdale \| \| \| \| \| Straßenbahn der BSS (Washington Street) \| \| \| \| 8,6 \| Winslows MA (früher South Dedham&East Walpole) \| Winslows MA (früher South Dedham&East Walpole) \| \| \| 9,5 \| Windsor Gardens MA \| Windsor Gardens MA \| \| \| 11,5 \| Plimptonville MA (früher Plymptons) \| Plimptonville MA (früher Plymptons) \| \| \| \| Straßenbahn der N&B (Main Street) \| \| \| \| \| Verbindungsgleise \| \| \| \| 13,8 \| Walpole MA \| Walpole MA \| \| \| \| Strecke Framingham–Mansfield \| \| \| \| \| Verbindung von Framingham \| \| \| \| 16,2 \| West Walpole MA \| West Walpole MA \| \| \| 18,1 \| Highland Lake MA (früher Campbells Pond) \| Highland Lake MA (früher Campbells Pond) \| \| \| 20,1 \| Norfolk MA (früher North Wrentham) \| Norfolk MA (früher North Wrentham) \| \| \| \| nach Medway \| \| \| \| 22,8 \| City Mills MA \| City Mills MA \| \| \| 27,3 \| Franklin MA \| Franklin MA \| \| \| \| Straßenbahn der MAW (Central Street) \| \| \| \| 28,1 \| Franklin Junction MA \| Franklin Junction MA \| \| \| \| nach Ashland \| \| \| \| \| nach Valley Falls \| \| \| \| \| Interstate 495 \| \| \| \| \| Güteranschluss \| \| \| \| 31,8 \| Wadsworth MA \| Wadsworth MA \| \| \| 35,4 \| South Bellingham MA \| South Bellingham MA \| \| \| \| Straßenbahn der MAW (Center Street) \| \| \| \| \| Harris Pond \| \| \| \| \| Verbindung nach Harrisville \| \| \| \| \| Strecke Back Bay–Harrisville \| \| \| \| 38,9 \| Woonsocket Junction MA \| Woonsocket Junction MA \| \| \| \| Straßenbahn der WCS (Main Street) \| \| \| \| \| Blackstone River \| \| \| \| \| ehemaliger Kanal \| \| \| \| \| Verbindungsgleis zur Strecke Providence–Worcester \| \| \| \| \| Blackstone River \| \| \| \| \| Straßenbahn der WCS (Main Street) \| \| \| \| 41,6 \| Blackstone MA \| Blackstone MA \| \| \| \| Blackstone River (2×) \| \| \| \| \| Straßenbahn der WCS (Main Street) \| \| \| \| \| Strecke Providence–Worcester \| \| \| \| \| Blackstone River \| \| \| \| 45,5 \| Millville Heights MA \| Millville Heights MA \| \| \| 48,0 \| Ironstone MA \| Ironstone MA \| \| \| 50,7 \| South Uxbridge MA \| South Uxbridge MA \| \| \| 57,4 \| East Douglas MA \| East Douglas MA \| \| \| 60,4 \| Douglas MA \| Douglas MA \| \| \| 64,1 \| nach Providence (Douglas Junction) \| nach Providence (Douglas Junction) \| \| \| \| Massachusetts/Connecticut \| \| \| \| 68,0 \| East Thompson CT \| East Thompson CT \| \| \| \| nach Southbridge \| \| \| \| \| Interstate 395 (2×) \| \| \| \| 74,9 \| Thompson CT \| Thompson CT \| \| \| \| Interstate 395 \| \| \| \| 78,3 \| Mechanicsville CT \| Mechanicsville CT \| \| \| \| Straßenbahn der CT (Riverside Drive) \| \| \| \| \| von Worcester \| \| \| \| 81,4 \| Putnam CT \| Putnam CT \| \| \| \| Straßenbahn der CT (Front Street) \| \| \| \| \| nach Groton \| \| \| \| \| Straßenbahn der CT (Kennedy Drive) \| \| \| \| \| Quinebaug River \| \| \| \| 89,1 \| Pomfret CT \| Pomfret CT \| \| \| 92,8 \| Abington CT \| Abington CT \| \| \| 96,6 \| Elliott CT \| Elliott CT \| \| \| 102,0 \| Hampton CT \| Hampton CT \| \| \| 108,0 \| Goshen CT \| Goshen CT \| \| \| 114,6 \| North Windham CT \| North Windham CT \| \| \| 117,4 \| Kendall CT \| Kendall CT \| \| \| \| Willimantic River \| \| \| \| \| von Providence und New London \| \| \| \| 121,0 \| Willimantic CT \| Willimantic CT \| \| \| \| nach New Haven \| \| \| \| \| nach Brattleboro und Waterbury \| \| |                                                       |                                                   |                                                   |
| Abzweig geradeaus, nach links und von links (Strecke außer Betrieb) |                                                       | von Forest Hills und Readville                    | von Forest Hills und Readville                    |
| Bahnhof (Strecke außer Betrieb) | 0,0                                                   | Dedham MA                                         | Dedham MA                                         |
| Abzweig geradeaus und nach links (Strecke außer Betrieb) |                                                       | nach Dedham Junction                              | nach Dedham Junction                              |
| Abzweig ehemals geradeaus und von links |                                                       | von Boston                                        | von Boston                                        |
| Haltepunkt / Haltestelle | 3,0                                                   | Islington MA (früher West Dedham)                 | Islington MA (früher West Dedham)                 |
| Kreuzung mit U-Bahn geradeaus oben (Querstrecke außer Betrieb) |                                                       | Straßenbahn der BSS (Washington Street)           | Straßenbahn der BSS (Washington Street)           |
| ehemaliger Haltepunkt / Haltestelle | 4,0                                                   | Ellis MA                                          | Ellis MA                                          |
| Kreuzung mit U-Bahn geradeaus unten (Querstrecke außer Betrieb) |                                                       | Straßenbahn der BSS (Washington Street)           | Straßenbahn der BSS (Washington Street)           |
| Bahnhof | 6,1                                                   | Norwood MA (früher South Dedham)                  | Norwood MA (früher South Dedham)                  |
| Kreuzung mit U-Bahn geradeaus oben (Querstrecke außer Betrieb) |                                                       | Straßenbahn der NCS (Railroad Avenue)             | Straßenbahn der NCS (Railroad Avenue)             |
| Bahnhof | 6,9                                                   | Norwood Central MA (früher Dedham Middle)         | Norwood Central MA (früher Dedham Middle)         |
| Abzweig geradeaus und nach links |                                                       | nach Adamsdale                                    | nach Adamsdale                                    |
| Kreuzung mit U-Bahn (Querstrecke außer Betrieb) |                                                       | Straßenbahn der BSS (Washington Street)           | Straßenbahn der BSS (Washington Street)           |
| ehemaliger Haltepunkt / Haltestelle | 8,6                                                   | Winslows MA (früher South Dedham&East Walpole)    | Winslows MA (früher South Dedham&East Walpole)    |
| Haltepunkt / Haltestelle | 9,5                                                   | Windsor Gardens MA                                | Windsor Gardens MA                                |
| Haltepunkt / Haltestelle | 11,5                                                  | Plimptonville MA (früher Plymptons)               | Plimptonville MA (früher Plymptons)               |
| Kreuzung mit U-Bahn geradeaus unten (Querstrecke außer Betrieb) |                                                       | Straßenbahn der N&B (Main Street)                 | Straßenbahn der N&B (Main Street)                 |
| Abzweig geradeaus, nach links und nach rechts |                                                       | Verbindungsgleise                                 | Verbindungsgleise                                 |
| Bahnhof | 13,8                                                  | Walpole MA                                        | Walpole MA                                        |
| Kreuzung |                                                       | Strecke Framingham–Mansfield                      | Strecke Framingham–Mansfield                      |
| Abzweig geradeaus und von rechts |                                                       | Verbindung von Framingham                         | Verbindung von Framingham                         |
| ehemaliger Haltepunkt / Haltestelle | 16,2                                                  | West Walpole MA                                   | West Walpole MA                                   |
| ehemaliger Haltepunkt / Haltestelle | 18,1                                                  | Highland Lake MA (früher Campbells Pond)          | Highland Lake MA (früher Campbells Pond)          |
| Bahnhof | 20,1                                                  | Norfolk MA (früher North Wrentham)                | Norfolk MA (früher North Wrentham)                |
| Abzweig geradeaus und ehemals nach rechts |                                                       | nach Medway                                       | nach Medway                                       |
| ehemaliger Haltepunkt / Haltestelle | 22,8                                                  | City Mills MA                                     | City Mills MA                                     |
| Bahnhof | 27,3                                                  | Franklin MA                                       | Franklin MA                                       |
| Kreuzung mit U-Bahn geradeaus oben (Querstrecke außer Betrieb) |                                                       | Straßenbahn der MAW (Central Street)              | Straßenbahn der MAW (Central Street)              |
| ehemaliger Bahnhof | 28,1                                                  | Franklin Junction MA                              | Franklin Junction MA                              |
| Abzweig geradeaus und nach rechts |                                                       | nach Ashland                                      | nach Ashland                                      |
| Abzweig geradeaus und ehemals nach links |                                                       | nach Valley Falls                                 | nach Valley Falls                                 |
| Strecke mit Straßenbrücke |                                                       | Interstate 495                                    | Interstate 495                                    |
| Betriebs-/Güterbahnhof Strecke ab hier außer Betrieb |                                                       | Güteranschluss                                    | Güteranschluss                                    |
| Haltepunkt / Haltestelle (Strecke außer Betrieb) | 31,8                                                  | Wadsworth MA                                      | Wadsworth MA                                      |
| Haltepunkt / Haltestelle (Strecke außer Betrieb) | 35,4                                                  | South Bellingham MA                               | South Bellingham MA                               |
| Kreuzung mit U-Bahn (Strecken außer Betrieb) |                                                       | Straßenbahn der MAW (Center Street)               | Straßenbahn der MAW (Center Street)               |
| Brücke über Wasserlauf (Strecke außer Betrieb) |                                                       | Harris Pond                                       | Harris Pond                                       |
| Abzweig geradeaus und nach links (Strecke außer Betrieb) |                                                       | Verbindung nach Harrisville                       | Verbindung nach Harrisville                       |
| Kreuzung (Strecken außer Betrieb) |                                                       | Strecke Back Bay–Harrisville                      | Strecke Back Bay–Harrisville                      |
| Bahnhof (Strecke außer Betrieb) | 38,9                                                  | Woonsocket Junction MA                            | Woonsocket Junction MA                            |
| Kreuzung mit U-Bahn geradeaus oben (Strecken außer Betrieb) |                                                       | Straßenbahn der WCS (Main Street)                 | Straßenbahn der WCS (Main Street)                 |
| Brücke über Wasserlauf (Strecke außer Betrieb) |                                                       | Blackstone River                                  | Blackstone River                                  |
| Brücke über Wasserlauf (Strecke außer Betrieb) |                                                       | ehemaliger Kanal                                  | ehemaliger Kanal                                  |
| Abzweig geradeaus und nach links (Strecke außer Betrieb) |                                                       | Verbindungsgleis zur Strecke Providence–Worcester | Verbindungsgleis zur Strecke Providence–Worcester |
| Brücke über Wasserlauf (Strecke außer Betrieb) |                                                       | Blackstone River                                  | Blackstone River                                  |
| Kreuzung mit U-Bahn geradeaus oben (Strecken außer Betrieb) |                                                       | Straßenbahn der WCS (Main Street)                 | Straßenbahn der WCS (Main Street)                 |
| Bahnhof (Strecke außer Betrieb) | 41,6                                                  | Blackstone MA                                     | Blackstone MA                                     |
| Brücke über Wasserlauf (Strecke außer Betrieb) |                                                       | Blackstone River (2×)                             | Blackstone River (2×)                             |
| Kreuzung mit U-Bahn geradeaus unten (Strecken außer Betrieb) |                                                       | Straßenbahn der WCS (Main Street)                 | Straßenbahn der WCS (Main Street)                 |
| Kreuzung geradeaus oben (Strecke geradeaus außer Betrieb) |                                                       | Strecke Providence–Worcester                      | Strecke Providence–Worcester                      |
| Brücke über Wasserlauf (Strecke außer Betrieb) |                                                       | Blackstone River                                  | Blackstone River                                  |
| Bahnhof (Strecke außer Betrieb) | 45,5                                                  | Millville Heights MA                              | Millville Heights MA                              |
| Haltepunkt / Haltestelle (Strecke außer Betrieb) | 48,0                                                  | Ironstone MA                                      | Ironstone MA                                      |
| Haltepunkt / Haltestelle (Strecke außer Betrieb) | 50,7                                                  | South Uxbridge MA                                 | South Uxbridge MA                                 |
| Bahnhof (Strecke außer Betrieb) | 57,4                                                  | East Douglas MA                                   | East Douglas MA                                   |
| Haltepunkt / Haltestelle (Strecke außer Betrieb) | 60,4                                                  | Douglas MA                                        | Douglas MA                                        |
| Abzweig geradeaus, nach links und von links (Strecke außer Betrieb) | 64,1                                                  | nach Providence (Douglas Junction)                | nach Providence (Douglas Junction)                |
| Grenze (Strecke außer Betrieb) |                                                       | Massachusetts/Connecticut                         | Massachusetts/Connecticut                         |
| Bahnhof (Strecke außer Betrieb) | 68,0                                                  | East Thompson CT                                  | East Thompson CT                                  |
| Abzweig geradeaus und nach rechts (Strecke außer Betrieb) |                                                       | nach Southbridge                                  | nach Southbridge                                  |
| Strecke mit Straßenbrücke (Strecke außer Betrieb) |                                                       | Interstate 395 (2×)                               | Interstate 395 (2×)                               |
| Bahnhof (Strecke außer Betrieb) | 74,9                                                  | Thompson CT                                       | Thompson CT                                       |
| Strecke mit Straßenbrücke (Strecke außer Betrieb) |                                                       | Interstate 395                                    | Interstate 395                                    |
| Haltepunkt / Haltestelle (Strecke außer Betrieb) | 78,3                                                  | Mechanicsville CT                                 | Mechanicsville CT                                 |
| Kreuzung mit U-Bahn (Strecken außer Betrieb) |                                                       | Straßenbahn der CT (Riverside Drive)              | Straßenbahn der CT (Riverside Drive)              |
| Abzweig ehemals geradeaus und von rechts |                                                       | von Worcester                                     | von Worcester                                     |
| Dienststation / Betriebs- oder Güterbahnhof | 81,4                                                  | Putnam CT                                         | Putnam CT                                         |
| Kreuzung mit U-Bahn geradeaus oben (Querstrecke außer Betrieb) |                                                       | Straßenbahn der CT (Front Street)                 | Straßenbahn der CT (Front Street)                 |
| Abzweig ehemals geradeaus und nach links |                                                       | nach Groton                                       | nach Groton                                       |
| Kreuzung mit U-Bahn geradeaus oben (Strecken außer Betrieb) |                                                       | Straßenbahn der CT (Kennedy Drive)                | Straßenbahn der CT (Kennedy Drive)                |
| Brücke über Wasserlauf (Strecke außer Betrieb) |                                                       | Quinebaug River                                   | Quinebaug River                                   |
| Bahnhof (Strecke außer Betrieb) | 89,1                                                  | Pomfret CT                                        | Pomfret CT                                        |
| Bahnhof (Strecke außer Betrieb) | 92,8                                                  | Abington CT                                       | Abington CT                                       |
| Haltepunkt / Haltestelle (Strecke außer Betrieb) | 96,6                                                  | Elliott CT                                        | Elliott CT                                        |
| Bahnhof (Strecke außer Betrieb) | 102,0                                                 | Hampton CT                                        | Hampton CT                                        |
| Haltepunkt / Haltestelle (Strecke außer Betrieb) | 108,0                                                 | Goshen CT                                         | Goshen CT                                         |
| Bahnhof (Strecke außer Betrieb) | 114,6                                                 | North Windham CT                                  | North Windham CT                                  |
| Haltepunkt / Haltestelle (Strecke außer Betrieb) | 117,4                                                 | Kendall CT                                        | Kendall CT                                        |
| Brücke über Wasserlauf (Strecke außer Betrieb) |                                                       | Willimantic River                                 | Willimantic River                                 |
| Abzweig ehemals geradeaus und von links |                                                       | von Providence und New London                     | von Providence und New London                     |
| Dienststation / Betriebs- oder Güterbahnhof | 121,0                                                 | Willimantic CT                                    | Willimantic CT                                    |
| Abzweig geradeaus und ehemals nach links |                                                       | nach New Haven                                    | nach New Haven                                    |
| Strecke |                                                       | nach Brattleboro und Waterbury                    | nach Brattleboro und Waterbury                    |

Die Bahnstrecke Dedham–Willimantic ist eine Eisenbahnstrecke in Massachusetts und Connecticut (Vereinigte Staaten). Sie ist rund 121 Kilometer lang und verbindet unter anderem die Städte Dedham, Norwood, Walpole, Norfolk, Franklin, Blackstone, Putnam und Willimantic. Die normalspurige Strecke ist größtenteils stillgelegt. Der noch betriebene Abschnitt von Islington bis Franklin gehört der Massachusetts Bay Transportation Authority, die den Personenverkehr auf ihm betreibt. Den Güterverkehr führt die CSX Transportation durch, die ein Mitbenutzungsrecht für die MBTA-Strecke besitzt und südlich von Franklin ein kurzes Streckenstück selbst betreibt.

## Geschichte

### Vorgeschichte und Bau
Die Stadt Walpole war in den 1840er Jahren noch ohne Eisenbahnanschluss. Um dies zu ändern, gründeten lokale Investoren am 16. April 1846 die Walpole Railroad Company. Die nächstgelegene Strecke war die Bahnstrecke Forest Hills–Dedham, deren südlicher Endpunkt etwa 14 Kilometer entfernt lag. Die Strecke sollte daher dort an das bestehende Netz angeschlossen werden. Am 24. April 1847 wurde außerdem die Norfolk County Railroad gegründet, die die Strecke bis Blackstone verlängern wollte. Die Norfolk County Railroad übernahm am 19. Juli 1847 die Walpole Railroad und begann mit den Bauarbeiten. Am 23. April 1849 ging die gesamte Strecke von Dedham bis Blackstone in Betrieb.
Daraufhin wurde am 1. Mai 1849 die Southbridge and Blackstone Railroad Company gegründet, die die Strecke nach Southbridge und später weiter nach Palmer verlängern wollte. Sie konnte jedoch nicht die finanziellen Mittel für den Bahnbau aufbringen. Am 12. Dezember 1853 fusionierten die Norfolk County Railroad und die Southbridge&Blackstone mit einigen anderen Gesellschaften zur Boston and New York Central Railroad, die nun plante, eine Hauptstrecke von Boston nach New York zu errichten. Sie verlängerte die Strecke 1854 über Blackstone hinaus bis Mechanicsville, wo sie in die Bahnstrecke Groton–Worcester einmündete. Aus Geldmangel stockte der Weiterbau hier zunächst. Die Gesellschaft musste Konkurs anmelden und 1857 pachtete die East Thompson Railroad die Strecke. Diese musste schon 1858 ebenfalls in Konkurs gehen. Der Abschnitt von Dedham bis Blackstone wurde nun wieder durch die Norfolk County Railroad betrieben. Der übrige Abschnitt wurde zunächst stillgelegt, da sich kein Betreiber fand.
Im Dezember 1866 pachtete die Boston, Hartford and Erie Railroad die gesamte Bahnstrecke und führte ab Februar 1867 den Betrieb. Sie eröffnete auch die Strecke nach Mechanicsville wieder und fasste nun wieder den Plan ins Auge, die Strecke nach Willimantic zu verlängern, um so eine neue Hauptstrecke in Richtung New York zu erhalten. Im August 1872 ging die Verlängerung in Betrieb. Die Bahngesellschaft baute die Strecke ab 1873 von Islington bis Walpole zweigleisig aus, was 1881 abgeschlossen war. Sie wurde 1875 in New York and New England Railroad umbenannt. 1882 wurde das zweite Gleis bis Franklin verlängert.

### Hauptstrecke mit Fernverkehr
Mit Eröffnung der Verbindung nach Willimantic konnten Fernzüge von Boston nach New York nun über Willimantic und weiter über Middletown oder Hartford fahren. Da die bestehenden Hauptstrecken über Springfield und Providence besser ausgebaut waren, fuhren allerdings nur wenige Expresszüge über die Strecke. Nach der Eröffnung der Hudson-Brücke in Poughkeepsie 1892 konnten auch Expresszüge von Boston nach Philadelphia und Washington fahren, die ohne eine Fährverbindung auskamen. Diese Möglichkeit wurde jedoch kaum genutzt. 1893 verkehrten nur der „New England Limited“ über Willimantic und Middletown sowie ein Expresszug über Willimantic und Hartford nach New York, sowie ein Expresszug über Willimantic und Poughkeepsie nach Philadelphia und Washington.
1855 war die Bahnstrecke Boston–Islington eröffnet worden, über die die Züge direkt Boston erreichen konnten, ohne dass in Dedham umgestiegen werden musste. Dennoch wurden einige Züge noch bis 1867 weiterhin nach Dedham geführt. Erst 1883 wurde der Abschnitt Dedham–Islington stillgelegt. Nachdem die Old Colony Railroad, der auch die Strecke von Boston nach Dedham gehörte, eine neue Strecke nach Wrentham bauen wollte, die in Norwood von der Bahnstrecke der New York&New England abzweigen sollte, baute die Bahngesellschaft 1890 die Strecke Dedham–Islington wieder auf, damit sie von der Old Colony Railroad genutzt werden konnte.
Am 4. Dezember 1891 ereignete sich im Bahnhof East Thompson der Eisenbahnunfall von Thompson mit vier beteiligten Zügen, der zwei Tote und zahlreiche Verletzte forderte. Die Bahngesellschaft wurde 1895 erneut umbenannt, nämlich in New England Railroad, und gleichzeitig von der New York, New Haven and Hartford Railroad übernommen, die ab 1898 selbst den Betrieb auf der Bahnstrecke führte. Schon 1904 endete der Personenverkehr zwischen Dedham und Islington wieder, aber erst 1932 wurde der Abschnitt endgültig stillgelegt.

### Teilweise Stilllegung und heutiger Betrieb
Ein Hurrikan zerstörte am 18. August 1955 eine Brücke zwischen Putnam und Pomfret. Dies brachte die Einstellung des Gesamtverkehrs auf diesem Abschnitt, sowie die Einstellung des Personenverkehrs zwischen Blackstone und Willimantic. Kurz darauf wurde das zweite Gleis zwischen Norwood Central und Franklin abgebaut. 1959 wurde die Strecke zwischen Putnam und Pomfret offiziell stillgelegt. Die nun unterbrochene Hauptstrecke sah auf ihrem Südteil nur noch gelegentlichen Lokalgüterverkehr. 1963 endete zwischen North Windham und Pomfret dieser Verkehr und der Abschnitt wurde stillgelegt. Im April 1966 erhielt die New York, New Haven & Hartford die Erlaubnis, den Personenverkehr zwischen Franklin und Blackstone einzustellen. Im März 1968 wurde eine Brücke zwischen Woonsocket Junction und Blackstone durch ein Hochwasser zerstört und nicht wieder aufgebaut.
1969 übernahm Penn Central die Bahnstrecke und legte sie noch im gleichen Jahr zwischen Franklin Junction und Putnam still. 1973 verkaufte sie die Strecke von Islington bis Franklin Junction an die Massachusetts Bay Transportation Authority (MBTA), die nun den Personenverkehr bis Franklin betrieb. Den Güterverkehr führte die Penn Central weiter, die 1976 durch Conrail übernommen wurde. Den in Connecticut noch verbliebenen Abschnitt von North Windham nach Willimantic übernahm 1976 die Providence and Worcester Railroad, die ihn etwa 1985 stilllegte. 1988 verlängerte die MBTA ihre Vorortzuglinie bis Forge Park, sodass die Personenzüge nun wieder bis Franklin Junction die Bahnstrecke nutzten. Den Güterverkehr auf der verbliebenen Strecke führte Conrail bis zu ihrer Auflösung 1998, seither führt ihn die CSX Transportation.

## Streckenbeschreibung
Die Strecke begann im einstigen Knotenbahnhof Dedham, wo zwei von Norden herführende Strecken endeten. Der Bahnhof befand sich an der Eastern Avenue, wo diese den heutigen U.S. Highway 1 kreuzt. Der Highway wurde auf der Trasse der 1932 stillgelegten Bahnstrecke erbaut und verlässt diese erst kurz vor Islington. Zwischen Dedham und Islington zweigt die Trasse der Verbindungsstrecke nach Dedham Junction in östlicher Richtung ab. Unmittelbar am Haltepunkt Islington mündet die Strecke von Boston ein, auf der heute noch Personen- und Güterzüge rollen. Ab hier ist die Strecke zweigleisig.
Sie führt weiter südwärts durch Norwood, wo die Strecke nach Adamsdale abzweigt, die jedoch südlich von Norwood stillgelegt ist. In Norwood Central endet heute das zweite Streckengleis, das früher bis Franklin führte. Die Strecke nach Willimantic führt nun in südwestlicher Richtung bis Walpole. Hier kreuzt sie niveaugleich die Strecke Framingham–Mansfield, zu der mehrere Verbindungskurven bestehen. Im weiteren Verlauf führt die Strecke durch Norfolk, wo einst die Stichstrecke nach Medway abzweigte, bis nach Franklin. Im Bahnhof Franklin Junction zweigen Strecken nach Ashland und nach Valley Falls ab. Während letztere stillgelegt ist, fahren auf ersterer die Personenzüge der MBTA weiter nach Forge Park. Kurz nach dem Abzweig dieser Strecke endet das Streckengleis nach Willimantic in einem Güteranschluss an der Grove Street. Ab hier bis Willimantic wird die Trasse nicht mehr im Schienenverkehr genutzt.
An der Grove Street beginnt der Southern New England Trunkline Trail, ein Rad- und Wanderweg, der nach der Stilllegung auf der Bahntrasse gebaut wurde. Etwa zehn Kilometer weiter erreicht die Trasse den früheren Bahnhof Woonsocket Junction am Westufer des Harris Pond. Hier kreuzte niveaugleich die ebenfalls stillgelegte Bahnstrecke Back Bay–Harrisville, zu der eine Verbindungskurve in Richtung Süden bestand, die früher von Zügen der Relation Boston–Franklin–Woonsocket genutzt wurde. Der Wanderweg endet in Blackstone vor dem Blackstone River, den die Bahnstrecke hier erstmals überquerte. Diese Brücke ist heute nicht mehr vorhanden. Noch vorhanden sind jedoch zwei Steinbogenbrücken und mehrere Stahlbrücken über Straßenzüge und erneut den Blackstone River im weiteren Verlauf. Nahe der Saint Paul Street berührt die Trasse kurzzeitig die der Bahnstrecke Providence–Worcester, zu der ein Verbindungsgleis bestand. Westlich des früheren Bahnhofs Blackstone beginnt der Wanderweg erneut, und die Bahntrasse überquert die Bahnstrecke nach Worcester sowie zum fünften Mal innerhalb des Stadtgebiets den Blackstone River, dessen Tal sie nun in Richtung Nordwesten verlässt.
Im weiteren Verlauf durchquert die Bahntrasse Douglas, wo sie wieder in südwestliche Richtung abbiegt. Einige Kilometer westlich der Stadt mündete auf freier Strecke die Bahnstrecke Providence–Douglas Junction in einem Gleisdreieck ein. Unmittelbar darauf überquert die Strecke die Bundesstaatengrenze nach Connecticut und erreicht mit East Thompson den Schauplatz des Zugunfalls von 1891. Kurz hinter der Bundesstaatengrenze endet der Wanderweg und die Trasse liegt ab hier brach. Durch Thompson hindurch erreicht sie kurz darauf Putnam, wo die Bahnstrecke Groton–Worcester kreuzt. Auf einer Länge von etwa zwei Kilometern verlaufen die beiden Bahnstrecken unmittelbar nebeneinander, erst südlich des Bahnhofs Putnam trennen sich die Trassen wieder und die Strecke nach Woonsocket führt in südlicher Richtung aus der Stadt hinaus, wobei sie den Quinebaug River überquert. Kurz hinter der noch vorhandenen Flussbrücke beginnt erneut ein Wanderweg, der Airline North State Park Trail, auf der Bahntrasse. Diese führt nun wieder kurvenreich in überwiegend südwestliche Richtung und durchquert mehrere Ortschaften. In Willimantic überquert sie zunächst den Willimantic River und mündet dann in die noch betriebene Bahnstrecke New London–Brattleboro ein.

## Personenverkehr
Kurz nach Eröffnung der Bahn verkehrten 1851 von Dedham aus drei Zugpaare, von denen eines bis Walpole und zwei bis Blackstone verkehrten. Sie hatten in Dedham Anschluss an Züge aus Boston. Ein Ticket von Boston nach Blackstone kostete einen Dollar, die Fahrzeit von Dedham bis Blackstone betrug 60 bis 70 Minuten. Gemäß dem Fahrplan von 1881 wurde auf der Bahnstrecke bei einigen Expresszügen im Bahnhof von East Thompson das Slip-carriage-Verfahren angewendet, wobei bei einem durchfahrenden Expresszug die letzten Wagen abgekuppelt wurden, die dann in den Bahnhof ausrollten und an einen Zug einer Zweigstrecke angekuppelt werden konnten.
Nach Wiedereröffnung des Abschnitts Dedham–Islington verkehrten 1893 auf diesem Abschnitt an Werktagen sechs und sonntags ein Zugpaar von Boston kommend über Wrentham nach Providence. Diese Züge wurden von der Old Colony Railroad betrieben, die den Abschnitt bis Islington gepachtet hatte und die Strecke zwischen Islington und Norwood Central mitbenutzte. Auf der Strecke in Richtung Franklin, Blackstone und Willimantic verkehrten die Züge der New York and New England Railroad erst ab Islington, wo sie aus Richtung Boston auf die Strecke einbogen. Unter diesen waren mehrere Expresszüge, wie der New England Limited, in Richtung New York. Zwei der Expresszüge fuhren täglich, hinzu kamen drei, die nur an Werktagen verkehrten, sowie einer, der nur werktags und nur bis Putnam fuhr. Sieben werktägliche und zwei sonntägliche Personenzüge fuhren außerdem von Boston nach Franklin, zwei weitere an Werktagen von Putnam nach Willimantic.
Nachdem sowohl der zunehmende Autoverkehr wie auch die Weltwirtschaftskrise Einschränkungen brachten, verkehrten 1932 auf der Strecke nur noch zwei tägliche Expresszüge sowie mehrere Regionalzüge ab Boston. Werktags verkehrten dabei vier Zugpaare nach Blackstone, zwei nach Franklin. Sonntags fuhr ein Zug nach Franklin, jedoch in der Gegenrichtung ab Blackstone. Ein Zug fuhr täglich nach Walpole, sowie einer werktags und ein weiterer samstags nach Norwood Central, die dann beide weiter in Richtung Cedar bzw. North Attleboro fuhren. Zwischen Blackstone und Willimantic fuhren nur die beiden Expresszüge.
2013 verkehren montags bis freitags 15 Zugpaare Boston–Forge Park, ein weiteres bis Walpole und zwei weitere bis Norwood Central. Von Forge Park nach Boston fährt ein weiterer Zug ohne Gegenstück. Am Wochenende fahren die Züge im Zweistundentakt, wobei samstags neun und sonntags sieben Zugpaare angeboten werden.